# Felipe Ruvalcaba
Felipe Ruvalcaba, teljes nevén José Felipe Ruvalcaba Cisneros (1941. február 16. – 2019. szeptember 4.) mexikói válogatott labdarúgó, középpályás.

## Pályafutása
Klubkarrierje során két csapatban, az Oróban és a Tolucában játszott. Mindkét csapattal szerzett egy-egy bajnoki címet, a Tolucával ezenfelül bajnokok ligája-győztes is lett.
A válogatottal részt vett az 1962-es és az 1966-os vb-n. Mexikó színeiben huszonhárom meccsen egy gólt szerzett.

## Sikerei, díjai
CD Oro
- Mexikói bajnok: 1962–63
- Mexikói szuperkupa: 1963

Deportivo Toluca
- Mexikói bajnok: 1967–68
- Mexikói szuperkupa: 1968
- CONCACAF-bajnokok ligája: 1968